# Río Muriaé
El río Muriaé es un curso de agua que baña los estados de Minas Gerais y Río de Janeiro, en Brasil.

## Etimología
Se desconoce el origen del nombre del río, aunque se descarta que fuera tupí, como se creía. Existe la posibilidad de que su origen esté en la lengua puri, pues el río corta una región habitada, antes de la llegada de los descendientes de europeos, por indios puris.

## Descripción
El río Muriaé nace en el municipio de Miraí, en la Zona de la Mata Minera, y desemboca en el Río Paraíba do Sul, a la altura del municipio de Campos dos Goytacazes, en el estado de Río de Janeiro. Tiene, como principales afluentes, los ríos Gloria y Carangola, siendo este el mayor entre los dos. Las mayores ciudades localizadas a sus márgenes son Muriaé, en Minas Gerais, e Itaperuna, en Río de Janeiro. Considerando toda la cuenca del río Muriaé, son tres las mayores ciudades: Carangola y Muriaé, en Minas Gerais e Itaperuna, en Río de Janeiro.

## Deforestación, minería y desastres ambientales
El proceso de deforestación desencadenado en la Zona de la Mata para facilitar el cultivo del café se inició a mitad del siglo XIX y fue implacable en la cuenca del río Muriaé, afectando inclusive a sus cabeceras.
En 2006, la fuga de aproximadamente 400 millones de litros de lama) de arcilla, mezclada con óxido de hierro, sulfato de aluminio y desechos de bauxita, ocurrida en el municipio de Miraí, llegó al río Fubá, que desemboca en el río Muriaé, que a su vez es uno de los afluentes del Río Paraíba do Sul, por lo que también fue alcanzado. La lama llegó a las ciudades de Miraí, Muriaé, Laje del Muriaé, Itaperuna, Italva, Cardoso Moreira, Campos dos Goytacazes y Paraíba del Sur. Cerca de 100 000 personas vieron interrumpirse el abastecimiento de agua. La mancha de lama causó gran mortandad de peces e inutilizó áreas cultivables y de pasto. La empresa Mineradora Río Pomba Cataguases (actual Bauminas Mineração), responsabilizada de la fuga, que duró 72 horas, fue multada con 75 millones de reales.
El 10 de enero de 2007, ocurrió un nuevo desastre: se rompió la represa de desechos de la empresa Mineradora Rio Pomba Cataguases, que era en ese momento la tercera mayor productora brasileña de bauxita (principal fuente mundial de alúmina, preciso para la producción de aluminio). La represa de la Hacienda São Francisco se encontraba en su límite. Con las fuertes lluvias que cayeron en enero de 2007 sobre la región, cerca de 2 000 millones de m³ de lama, conteniendo lamas y arcillas, se derramaron. Los ríos Fubá, Muriaé y Paraíba del Sur fueron alcanzados, llegando los lodos a las ciudades de Miraí, Muriaé y Patrocinio del Muriaé, en Minas Gerais, y hasta Laje del Muriaé, Itaperuna, São José de Ubá, Italva y Cardoso Moreira, en el estado de Río de Janeiro. Varios afluentes del río Muriaé rebosaron, en la mayor inundación desde 1979. Además del colapso en el abastecimiento de agua potable, el accidente tuvo otros efectos inmediatos: la deposición de arcillas en el lecho de los ríos intensificó el proceso de agradación de los cursos de agua, favoreciendo futuros desastres. Entre los Ministerios Públicos Federales y los estados de Río de Janeiro y de Minas Generales, además de la empresa Mineradora Rio Pomba Cataguases, se firmaron acuerdos para comprometer a la compañía Mineradora Rio Pomba, en especial un TAC (Término de Ajustamiento de Conducta). Además, serían adoptadas medidas de emergencia para minimizar los daños y los riesgos a la población. Uno de los compromisos asumidos fue el cierre de la explotación de bauxita en el área de la Hacienda São Francisco en un período de 180 días. En junio de 2007, el Consejo Provincial de Política Ambiental (Copam) suspendió el embargo a la compañía Mineradora Rio Pomba Cataguases y dio su aval para la construcción de una nueva represa, que se usaría para extraer y lavar bauxita, en el mismo curso de agua de la represa que se había roto aquel año. La población mostró su indignación con la decisión, principalmente porque aún no había recibido indemnización alguna por el accidente. La compañía Mineradora Rio Pomba recurrió la multa, la mayor estipulada por el gobierno de Minas Gerais en el área ambiental. En marzo de 2011, la multa aún no había sido pagada.

## Grandes inundaciones

### 2008
El 17 de diciembre de 2008, el río Muriaé volvió a rebosar, esta vez, mucho más allá de los límites de su canal, ocasionando la peor inundación de la historia de Muriaé, según muchos habitantes. Fue peor que la del 10 de enero de 2007. La inundación de 2008 fue comparable a las de 1925 y 1945, las peores registradas. El motivo del desbordamiento no fue otro que las cuantiosas lluvias caídas durante una semana en las cabeceras del río Muriaé y sus afluentes. Ese descomunal volumen de agua alcanzó también la ciudad de Patrocinio del Muriaé y atravesó los límites del estado de Minas Gerais, llegando al estado de Río de Janeiro, causando destrozos en varias ciudades, como Laje del Muriaé, Itaperuna, Italva y Cardoso Moreira.

### 2011-2012
Ya a finales de 2011, hubo varios días de lluvias, en la ciudad de Muriaé y región. Con eso, el río, que ya se encontraba degradado, aumentó rápidamente su nivel. En 23 de diciembre de 2011, el río rebosó alcanzando principalmente las calles ribereñas de la ciudad, en los barrios de José Cirilo, Napoleão y Barra. El nivel de las aguas permaneció oscilante y finalmente no se desbordó. Pero el calor exacerbado y la alta humedad del aire trajeron lluvias torrenciales. En la noche del 1 de enero de 2012, la ciudad recibió una cantidad de lluvia jamás registrada desde que la estación automática del INMET fue instalada. En consecuencia, el 2 de enero, la inundación se produjo a una velocidad inusual. En menos de 4 horas, el agua del río invadió la carretera y el garaje del ayuntamiento, avanzando cerca de 300 m y alcanzando locales que nunca habían sido inundados. La ciudad paró por dos días. Fue la última y más poderosa inundación desde 1979, cuando grandes movimientos de tierra fueron hechos en los márgenes del río para permitir la expansión urbana. El agravante es que, desde la rotura de la represa São Francisco, en 2007, un gran depósito de lama y desechos de minería permaneció en el fondo del lecho. Otras ciudades bañadas por el río también se vieron afectadas, principalmente Laje del Muriaé, en el estado de Río de Janeiro. En Itaperuna, la inundación no causó grandes daños, pues el cauce del río, en el tramo que atraviesa la ciudad es mayor. En la carretera BR 356, en las proximidades de la ciudad de Campos dos Goytacazes, la propia carretera funcionó temporalmente como dique de contención de las aguas del río, pero el volumen fue tan grande que la pista cedió y gran una cantidad de agua salió liberada hacia las zonas de cultivo y distritos próximos.